# Jacob Maarten van Bemmelen/Werke
Werkliste von Jacob Maarten van Bemmelen (Chemiker):
- Dissertatio chymica inauguralis de Cibotio Cumingii. Leiden 1854; auch In: Wittstein's Vierteljahresschr. für praktische Pharmazie. 1855, Bd. 5, S. 321
- Ueber die Einwirkung der Bernsteinsäure und Citronensäure auf Glycerin. In: Journal für praktische Chemie 1856, Bd. 69, S. 84
- Onderzoek naar eene arscnik-vergiftiging. In: P. J. Haaxman: Tijdschrift voor wetenschappelijk Pharmacie. 1856, Bd. (2) 3, S. 289, (mit C. H. van Ankum)
- Over de verhouding van glycerine, mannitane en glucose tegenover twee- en driebasische zuren. In: Gerrit Jan Mulder: Scheikundige verhandelingen en onderzoekingen. Rotterdam, 1859, Bd. II, S. 1
- De verbetering der onvruchtbare zure gronden in den Haarlemmermeerpolder. In: De Boeren-Goudmijn. Tidschrift Voor Den Nederlandschen Landbouw in Zijn geheelen Omvang, inzonderheid ten Dienste van het Plattenland. Deventer 1859, Bd. 4., S. 305 (mit J. Boeke, Online)
- Eenige hoofdstukken der nieuwe scheikunde geschetst naar aanleiding van de scheikundige brieven van Justus von Liebig. J. Oomkens. Groningen, 1863, (Dies ist eine niederländische Übersetzung von Liebig’s chemischen Briefen)
- Bouwstoffen tot de kennis van de kleigronden in de provincie Groningen. In: Gerrit Jan Mulder: Scheikundige verhandelingen en onderzoekingen. Rotterdam, 1863, Bd. III, Teil 2, S. 1
- Over de zamenstelling en den aard der grondsoorten, die voor de meekrapcultuur geschikt zijn. In: Tijdschrift van Nijverheid. 1864 Bd. 5, S. 195
- Beoordeeling van Th. Fletscher's „Wenken aan landbouwers en veehouders gegrond op wetenschap en ervaring“. In: De Nieuwe Boeren-Goudmijn, Tevens Bijblad van de Landbouw-Curant. Arnhem, 1864, Bd. 1, No. 8.
- Analyse van een kalksteen uit Oding en uit Winterswijk. In: Gerrit Jan Mulder: Scheikundige verhandelingen en onderzoekingen. Rotterdam, 1864, Bd. III, S. 174
- Roofbouw in Nederland. In: De Volksvlijt, tijdschrift voor nijverheid, landbouw, handel en scheepvaart. Amsterdam 1865, Bd. 2, S. 1
- Bodenuntersuchungen in den Niederlanden. In: Die Landwirtschaftlichen Versuchs-Stationen. Chemnitz, 1866, Bd. 8, S. 255 (Online)
- Scheikundig onderzoek der monsters aarde uit de Zuiderzee, verzameld door Stieltjes en Beyerinck. In: Verslag aan de Nederlandsche maatschappij voor Grond-Krediet; geplaatst in de verz. v. offic.. bescheiden betr. de droogmaking van het Z. gedeelte der Zuiderzee. Amsterdam 1867, S. 251–265.
- Afvoer van faecale stoffen volgens het stelsel van Liernur. In: The Economist. 1868 und In: De nieuwe boerengoudmijn, tevens bijblad van de Landbouw-courant. Arnhem, 1869, Bd. 6, No. 19, (Online)
- Landbouwonderwijs; een antwoord aan den Heer Geertsema. In: Landbouw-courant. Nieuwsblad voor den Nederlandschen akkerbouwer, veehouder, houtteler, boomkweker, warmoezenier en grondeigenaar 9. und 23. Dezember 1869.
- Toestand der openbare en bijzondere scholen in Arnhem. Arnhem, 1870
- Luchtverversching in schoolgebouwen. In: De Schoolbode. Orgaan van de Bond van Ned. Onderwijzers. Den Haag, 1871, S. 385 u. 465
- De Hooge Veenen en het veenbranden. In:  De Gids. Amsterdam 1871, Teil II, S. 281, (Online)
- Proefstations. Verslag XXVIe Landhuishoudkundig Congres Utrecht 1872. 1872
- Beoordeeling van Cahours-Riche, Scheikunde voor dames, ten dienste van H. B. Scholen voor meisjes (übersetzt durch Menalim van Schouwenburg). In: Het tijdschrift Isis. 1872, Bd. I, No. 24.
- Bestimmungen der im Brunnenwasser vorhandenen Salpetersäure durch Indigo. In: Zeitschrift für Analytische Chemie. Wiesbaden, 1872, Bd. 11, S. 136 und Maandblad voor Natuurwetenschappen. Amsterdam 1872, Bd. 1,
- Bepaling van koolzuur in welwaters. In: Maandblad voor Natuurwetenschappen. Amsterdam 1873, Bd. 3, S. 97
- Bepaling van ammonia in drinkwaters in verband met de vraag, of bij destillatie van water in aanraking met de lucht ammonia wordt gevormd. In: Maandblad voor Natuurwetenschappen. Amsterdam 1873, Bd. 3, S. 111
- Oorzaken der nadeelige gevolgen van cene overstrooming van bouw- en weilanden door zoutwater. In: J. P. Koster: De provincie Groningen en hare defensie in de laatste twee eeuwen. Groningen, 1874
- Bouwstoffen tot de kennis van het welwater en van de aardlagen in de gemeente Arnhem. Utrecht 1874
- Uitkomsten van de toestellen ter luchtverversching der openbare scholen te Amsterdam en Enschede. In: De Schoolbode. Orgaan van de Bond van Ned. Onderwijzers. Den Haag, 1874
- De scheikunde als leer der stofwisseling. Redevoering ter aanvaarding van het hoogleeraarsambt in de faculteit der wis- en natuurkunde aan de Hoogeschool te Leiden (25 April 1874). Leiden 1874
- Landbouwkundig onderzoek naar de samenstelling der monsters aarde, verzameld bij de boringen in de Zuiderzee (1875) door den ingenieur P. Havelaar op last van den Minister van Binnenlandsche Zaken, en over de grondlagen in de Zuiderzee (zuidelijk gedeelte). In: Beilage V zum Gesetzentwurf „Bedijking en droogmaking van het zuidelijk gedeelte der Zuiderzee“, eingereicht an die „Tweede Kamer der Staten-Generaal“ van de Minister Heemskerk in der Sitzung 1876–1877. auch In: Archiv Geol. Comm. Kon. Akad. v. Wetensch. Amsterdam
- Das Absorptionsvermögen der Ackererde. In: Die Landwirtschaftlichen Versuchs-Stationen. Chemnitz, 1877, Bd.  21, 135–191 und In: Kon. Akad. v. Wetensch. 24. Febr. 1877. Amsterdam
- Verslag betreffende den toestand der inrichtingen tot luchtverversching in lagere scholen te Leiden. Amsterdam 1877
- Landbouwscheikundig onderzoek van den droogemalen Legmeerpolder. In: Bericht an de „Maatschappij tot droogmaking der Legmeerplassen“. Amsterdam 1877
- De genezing der oversroomde landen in de Provincie Groningen. In: Landbouw-courant. Nieuwsblad voor den Nederlandschen akkerbouwer, veehouder, houtteler, boomkweker, warmoezenier en grondeigenaar. 7 Juli 1877
- Das Absorptionsvermögen der Ackererde. In: Berichte der Deutschen Chemischen Gesellschaft. Berlin, 1878, Bd. 11, S. 2228; In: Die Landwirtschaftlichen Versuchs-Stationen. Chemnitz, 1878, Bd. 23, S. 265; In: Kon. Akad. v. Wetensch. 24 Febr. 1877. Amsterdam
- Landbouwscheikundig onderzoek der drooggemalenb Ypolders (1873–1878). Amsterdam 1878, auch In: Arch. Geol. Comm. Kon. Akad. v. Wetensch. Amsterdam 1878
- Het vloeibaar maken van lucht en van de permanente gassen. In: De Tijdspiegel. Arnhem 1878, S. 275
- Ueber den Zustand der Alkaliphosphate in wässriger Lösung. In: Berichte der Deutschen Chemischen Gesellschaft. Berlin, 1879, Bd. 12, S. 1675
- Ueber das Bestehen von Doppelsalzen in Lösungen (Bariumacetonitrat, Calciumacetochlorür und Bariumfornionitrat). In: Berichte der Deutschen Chemischen Gesellschaft. Berlin, Bd. 12, S. 1678 (mit P. H. B. Ingenhoes)
- Levensbericht van P. J. van Kerckhoff. In. Jaarb. Kon. Akad. v. Wetensch. Amsterdam 1879
- La composition des hydrates des dioxydes du silicium, de l´étain et du manganàse. In: Archives néerlandaises des sciences exactes et naturelles. Haarlem 1880, Bd. 15, S. 321 und Berichte der Deutschen Chemischen Gesellschaft. Berlin, 1880, Bd. 13, S. 1466
- Nieuwe mededeeling omtrent luchtverversching op scholen. In: De Schoolbode. Orgaan van de Bond van Ned. Onderwijzers. Den Haag, 1880
- Landbouwscheikundig onderzoek van de aardmonsters uit het Wieringermeer door boring verkregen. Leiden 1880 auch In: Arch. Geol. Comm. Kon. Akad. v. Wetensch. Amsterdam 1880
- Die Verbindungen einiger festen Dioxydhydrate mit Säuren, Salzen und Alkalien. In: Journal für Praktische Chemie. Leipzig 1881, Bd. 23: II Teil, S. 324, 379; In: Archives néerlandaises des sciences exactes et naturelles. Haarlem, 1880, Bd. 15, S. 407 In: Kon. Akad. v. Wetensch. 28 Juni 1879, 29. Mai 1880. Amsterdam
- Geol. Atlas van Nederland. Amsterdam 1881 (mit N. W. Posthumus)
- Das Hydrogel und das Hydrat des Berylloxyds und des Magnesiumoxyds. In: Journal für Praktische Chemie. Leipzig 1882, Bd. 26, S. 227 und In: Kon. Akad. v. Wetensch. 24 Sept. 1881. Amsterdam
- Verslag aan de Kon. Akad. van Wetenschappen in zake de lijkverbranding (van de minderheid der Commissie). In. Versl. en meded. Kon. Akad. v. Wetensch. Bd. 18, Teil 2, S. 212
- Redevoering op de alg. Verg. Van het Genootenschap „Mathesis Scientiarum Genitrix“ te Leiden. Leiden 1882
- Eisengehalt der Leber in einem Falle von Leukaemie. In: Felix Hoppe-Syler: Zeitschrift fur physiologische Chemie. Strassburg 1883, Bd. 7, S. 479
- Het bezinken van klei in zoutwater. In: Kon. Akad. v. Wetensch. 24 Nov. 1883. Amsterdam 1883
- Toespraak bij de inwijding der praktische ambachtsschool te Leiden (2. Juli 1883). Leiden 1883
- De opleiding der aanstaande studenten in de Geneeskunde aan de Gymnasien en Hoogere Burgerscholen. Ber en meded van de Ver v. leeraren aan Inrichtingen van M. O. Leeuwarden 1885
- Bijdragen tot de kennis van den alluvialen bodem in Nederland. In: Verhand Kon Akad v Wetensch. Amsterdam 1886 Bd. 25 und In: Recueil des Travaux Chimiques des Pays-Bas et de la Belgique. Leiden 1886, Bd. 5, S. 199
- De vermoedelijke vruchtbaarheid van den Vinkeveen-Proosty-Polder na de ontvening en droogmaking (met analysen van het veen). Utrecht 1886
- Notice sur l´oxyde de Germanium. In: Recueil des Travaux Chimiques des Pays-Bas et de la Belgique. Leiden 1887, Bd. 6, S. 205 und In: Kon. Akad. v. Wetensch. 29 April 1887. Amsterdam 1887
- De droogmaking der Zuiderzee. In: Tijdschrift voor nijverheid en landbouw in Nederlandsch-Indië. Batavia 1887, Bd. 11, S. 325
- Explosion d´un tube contenant des cristeaux de sulfate de protoxyde de chrome. In: Recueil des Travaux Chimiques des Pays-Bas et de la Belgique. Leiden 1887, Bd. 6, S. 202
- Über die Absorptionsverbindungen und das Absorptionsvermögen der Ackererde. In: Die Landwirtschaftlichen Versuchs-Stationen. Chemnitz, 1888, Bd. 35, S. 69–136
- Sur la nature des colloïdes et leur teneur en eau. In: Recueil des Travaux Chimiques des Pays-Bas et de la Belgique. Leiden, 1888, Bd. 7, S. 37
- L´hydrogel de l´acide silicique. In: Recueil des Travaux Chimiques des Pays-Bas et de la Belgique. Leiden 1888 Bd. 7, S. 69
- Le colloïde d´alumine et l´hydrate d´alumine. In: Recueil des Travaux Chimiques des Pays-Bas et de la Belgique. Leiden 1888, Bd. 7, S. 75
- Les colloïdes de l´oxyde stannique. In: Recueil des Travaux Chimiques des Pays-Bas et de la Belgique. Leiden 1888, Bd. 7, S. 87
- Sur le colloïde de l´oxyde ferrique. In: Recueil des Travaux Chimiques des Pays-Bas et de la Belgique. Leiden 1888, Bd. 7, S. 106
- Sur le colloïde de l´oxyde chromique. In: Recueil des Travaux Chimiques des Pays-Bas et de la Belgique. Leiden 1888, Bd. 7, S. 114
- De nieuwe richting in de Anorganische Chemie. Redevoering uitgesproken op den 314den verjaardag der Universiteit te Leiden. Leiden 1889
- Verslag van de lotgevallen der Universiteit in het afgeloopen jaar, uitgebracht den 17den September 1889 bij het overdragen der waardigheid van Rector Magnificus. Leiden 1889
- Die Zusammensetzung des Meeresschlicks in den neuen Alluvien des Zuiderzee (Niederlande). In: Die Landwirtschaftlichen Versuchs-Stationen. Chemnitz, 1890, Bd. 37, S. 239
- Die Zusammensetzung des vulkanischen Bodens in Deli (Sumatra) und in Malang (Java), und des Fluss-Thonbodens in Rembang (Java), welche für die Tabakskultur benutzt werden. In: Die Landwirtschaftlichen Versuchs-Stationen. Chemnitz, 1890, Bd. 37, S. 257 und In: Kon. Akad. v. Wetensch. 25 Jan. 1890. Amsterdam 1890
- Ueber die Bestimmung des Wassers, des Humus, des Schwefels, der in den kolloidalen Silikaten gebundenen Kieselsäure, und des Mangans, im Ackerboden. In: Die Landwirtschaftlichen Versuchs-Stationen. Chemnitz, 1890, Bd. 37, S. 277
- Die Zusammensetzung der Ackererde, nach Anleitung der in den vorigen Abhandlungen mitgetheilten Analysen von gewöhnlichen und vulkanischen Thonböden. In: Die Landwirtschaftlichen Versuchs-Stationen. Chemnitz, 1890, Bd. 37, S. 347
- Ueber die Ursachen der Fruchtbarkeit des Urwaldbodens in Deli (Sumatra) und Java für die Tabakscultur, und der Abnahme dieser Fruchtbarkeit. In: Die Landwirtschaftlichen Versuchs-Stationen. Chemnitz, 1890, Bd. 37, S. 374
- Ueber die Zusammensetzung der Asche der Tabaksblätter in Beziehung zu ihrer guten und schlechten Qualität, insbesondere ihrer Brennbarkeit. In: Die Landwirtschaftlichen Versuchs-Stationen. Chemnitz, 1890, Bd. 37, S. 409
- Beoordeeling van antwoorden op een prijsvraag van het Genootschap tot bevordering van natuur-, genees- en heelkunde (Beurteilung von Antworten auf eine Preisfrage der „Genootschap tot bevordering van natuur-, genees- en heelkunde“). In: Handelingen de Genootschap tot bevordering van natuur-, genees- en heelkunde. Amsterdam, 1890, (Mit J. W. Gunning und R. S. Tjaden Modderman)
- Über das amorphe wasserhaltige Eisenoxyd, das kristallinische Eisenoxydhydrat, das Kaliumferrit und das Natriumferrit. In: Journal für Praktische Chemie. Leipzig 1892, Bd. 46, S. 497; In: Archives néerlandaises des sciences exactes et naturelles. Haarlem, 1896, Bd. 29, S. 413; In: Versl. Kon. Akad. v. Wetensch. 27 Febr. en 24 Sept. 1892. Amsterdam 1892
- Das Hydrogel und das kristallinische Hydrat des Kupferoxyds. In: Zeitschrift für anorganische und allgemeine Chemie. Hamburg & Leipzig, 1894, Bd. 5, S. 466; In: Archives néerlandaises des sciences exactes et naturelles. Haarlem, 1897, Bd. 30, S. 1.; In:  Versl. Kon. Akad. v. Wetensch. 28 Jan. 1893. Amsterdam 1893
- Der Teilungskoëfficient bei Absorptionen aus Lösungen durch feste Stoffe. In: Felix Hoppe-Syler: Zeitschrift für physiologische Chemie. Strassburg 1895, Bd. 18, S. 331 und In: Versl. Kon. Akad. v. Wetensch. 27 Juni 1896. Amsterdam
- Over de samenstelling, het voorkomen, en de vorming van Sideroze (witte kleien) en van Vivianiet in de onderste aardlaag der hoogvenen van Zuidoost Drenthe. In: Verhand. Kon. Akad. van Wetensch. Amsterdam 1896, 1e sectie, Bd. III, No. 1 Und In: Archives néerlandaises des sciences exactes et naturelles. Haarlem, 1897, Bd. 30, S. 25
- Die Absorption I: Das Wasser in den Kolloiden, besonders in dem Gel der Kieselsäure. In: Zeitschrift für anorganische und allgemeine Chemie. Hamburg & Leipzig, 1897, Bd. 13, S. 233 und In: Versl. Kon. Akad. v. Wetensch. 26. Nov. 1892, 29. Juni 1895. Amsterdam
- Der Gehalt an Fluorcalcium eines fossilen Elefantenknochens aus der Tertiärzeit. In: Zeitschrift für anorganische und allgemeine Chemie. Hamburg & Leipzig, 1897, Bd. 15, S. 84 und In: Versl. Kon. Akad. v. Wetensch. 27 Juni 1896. Amsterdam
- Die Absorption. Anhäufung von Fluorcalcium, Kalk, Phosphaten in fossilen Knochen. In: Zeitschrift für anorganische und allgemeine Chemie. Hamburg & Leipzig, 1897, Bd. 15, S. 90 und In: Versl. Kon. Akad. v. Wetensch. Bd. 5, S. 335
- Die Absorption. II. Die Bildung des Gels und ihre Structur. In: Zeitschrift für anorganische und allgemeine Chemie. Hamburg & Leipzig, 1898, Bd. 18, S. 14
- Die Absorption. III. A. Die Hohlräume, die bei der Entwässerung des Hydrogels von SiO2 entstehen. B. Der Verlust des Absorptionsvermögens der Kolloide. C. Die Umsetzung von kristallinen Hydraten in amorphen Substanzen (Absorptionsverbindungen). In: Zeitschrift für anorganische und allgemeine Chemie. Hamburg & Leipzig, 1898, Bd. 18, S. 98
- Toespraak op de algemeene vergadering der Electrotechnische Vereeniging op 5 April 1898, in het Physisch Laboratorium der universiteit te Leiden, over de historie van het onderwijs aan „Mathesis Scientiarium Genitrix“. Leiden 1898
- Die Absorption. IV. Die Isotherme des kolloiden Eisenoxydes bei 15 °. In: Zeitschrift für anorganische und allgemeine Chemie. Hamburg & Leipzig, Bd. 20, S. 185 und In: Versl. Kon. Akad. v. Wetensch. 26 Jan. 1899. Amsterdam
- Ueber das Vorkommen, die Zusammensetzung und die Bildung von Eisenanhäufungen in und unter Mooren. In: Zeitschrift für anorganische und allgemeine Chemie. Hamburg & Leipzig, 1900 (mit E. A. Klobbie und C. Hoitsema)
- Die Absorption. V. Die Absorption von HCl und KCl aus wässriger Lösung durch kolloides Zinnoxyd. In: Zeitschrift für anorganische und allgemeine Chemie. Hamburg & Leipzig, 1900, Bd. 23, S. 111
- Die Absorption. VI. Die Absorption von Stoffen aus Lösungen. In: Zeitschrift für anorganische und allgemeine Chemie. Hamburg & Leipzig, 1900, Bd. 32, S. 321
- De chemische samenstelling van 2 monsters Loess. In: Verhandl. Kon. Akad. v. Wetensch. Amsterdam 1900, 2e sectie, VII, No. 3
- Bijdrage tot de wetenschappelijke Biographie van G. J. Mulder. Historisch kritische beschouwing van zijn werk: „Scheikunde der bouwbare aarde“. In: Verhandl. Kon. Akad. v. Wetensch. Amsterdam 1901, 7 sectie 1, No. 7 und In: Landbouwkundig tijdschrift. Wageningen 1901, S. 393
- Twee nieuwe vindplaatsen vanmoerasijzersteen in en onder veen. In: Versl. Kon. Akad. v. Wetensch. Amsterdam 1901, Bd. 9: S. 406
- Die Absorption. VII. Die Einwirkung von höheren Temperaturen auf das Gewebe des Hydrogels der Kieselsäure. In: Zeitschrift für anorganische und allgemeine Chemie. Hamburg & Leipzig, 1902, Bd. 30: S. 265
- Die Absorption. VIII. Absorptionsverbindungen von Hydrogelen, falls auch chemische Verbindungen oder Lösungen stattfinden können. In: Zeitschrift für anorganische und allgemeine Chemie. Hamburg & Leipzig, 1903, Bd. 36, S. 380 und In: Versl. Kon. Akad. v. Wetensch. 27 Juni 1903. Amsterdam
- Levensschets van Dr. J. D. Boeke, Directeur der Rijks Hoogere Burgerschool te Alkmaar. In: Tijdschrift voor toegepaste scheikunde en hygiène. Rotterdam 1903, Bd. VI, S. 289
- Untersuchung des Wassers von Ajer Panas auf Saparoea und von Gassit auf Buru. In: Karl Martin: Over de Molukken. 1903
- Onderzoek van eenige grondsoorten uit Suriname. Alluviale klei en Lateriet. In: Landbouwkundig Tijdschrift. Wageningen 1903, S. 315
- Das System SbCl3-HCl-H2O. In: Zeitschrift für anorganische und allgemeine Chemie. Hamburg & Leipzig, 1903, Bd. 33, S. 272 (mit P. A. Meerbuerg und U. Huber Noodt)
- Beiträge zur Kenntnis der Verwitterungsprodukte der Silikate in Ton-, vulkanischen und Lateritböden. In: Zeitschrift für anorganische und allgemeine Chemie. Hamburg & Leipzig, 1904, Bd. 42, S. 265; In: Versl. Kon. Akad. v. Wetensch. Amsterdam 1904, Bd. 13, S. 351
- Die Absorption von Wasser durch Ton. In: Zeitschrift für anorganische und allgemeine Chemie. Hamburg & Leipzig, 1904, Bd. 42, S. 314;
- Die Metazinnsäure und Metazirkonsäure. In: Zeitschrift für anorganische und allgemeine Chemie. Hamburg & Leipzig, 1905, Bd. 45, S. 83
- Herinneringen uit den tijd van mijn Directeurschap van de Rijkshoogere Burgerschool in de jaren 1864–1869. In: Gedenkboek der School. Tweede reunie der oud-leerlingen Juli 1904. Groningen 1905
- Die Absorption. IX. Ueber den Unterschied zwischen Hydraten und Hydrogelen und die Modifikationen der Hydrogele (Zirkonsäure und Metazirkonsäure). In: Zeitschrift für anorganische und allgemeine Chemie. Hamburg & Leipzig, 1906, Bd. 49, S. 125
- Buchbesprechchung von Richard Zsigmondy: Zur Erkenntnisse der Kolloide. In: Chemisch Weekblad. 1906, Bd. 3, S. 209
- Leblanc en Dizé. In: Chemisch Weekblad. 1906, Bd. 3, S. 209
- Beschouwingen over het tegenwoordig standpunt onzer kennis van de terpen. Leiden 1907
- Leblanc en Dizé. In: Chemisch Weekblad. 1907, Bd. 4, S. 133
- Het leven en de werken van H. W. Bakhuis Roozeboom in zijnen Leidschen tijd. In: Chemisch Weekblad. 1907, Bd. 4, S. 299
- H. W. Bakhuis Roozeboom. Nachruf. In: Berichte der Deutschen Chemischen Gesellschaft. Berlin 1907, Bd. 40, S. 5141–5170
- Nähere Betrachtungen über die von G. Tschermak angenommenen Kieselsäuren. In: Zeitschrift für anorganische und allgemeine Chemie. Hamburg & Leipzig, 1908, Bd. 59, S. 225 und In: Chemisch Weekblad. 1908, Bd. 5, S. 567
- Die Absorption. X. Beitrag zur Kenntnis der Eigenschaften der Hydrogele bei ihrer Entwässerung und Wiederwässerung. In: Zeitschrift für anorganische und allgemeine Chemie. Hamburg & Leipzig, 1909, Bd. 62, S. 1 und In: Chemisch Weekblad. 1909, Bd. 6, S. 199, 254
- Die Verwitterung der Tonböden. Zweite Abhandlung. In: Zeitschrift für anorganische und allgemeine Chemie. Hamburg & Leipzig, 1909, Bd. 62, S. 221–236
- Eenige bladzijden. In: W. P. Jorissen: Het Chemisch (thans anorganisch-chemisch) Laboratorium der Universiteit te Leiden van 1859 tot 1909 en de chemische laboratoria dier Universiteit vóór dat tijdvak en zij, die er in doceerden. Leiden 1909
- Aanteekening omtrent de daling van den Nederl bodem. In: Versl. Kon. Akad. v. Wetensch. Amsterdam 1909, Bd. 18, S. 407
- Die verschiedenen Arten der Verwitterung von Silikatgesteinen in der Erdrinde. In: Zeitschrift für anorganische und allgemeine Chemie. Hamburg & Leipzig, 1910, Bd. 66, S. 322; In: Chemisch Weekblad. 1909, Bd. 6, S. 947 und 1910, Bd. 7, S. 326
- Over de plasticiteit der kleigronden. In: Chemisch Weekblad. 1910, Bd. 7, S. 793
- Die Absorption. Gesammelte Abhandlungen über Kolloide und Absorption. Mit Unterstützung des Verfassers neu herausgegeben von Dr. Wolfgang Ostwald. Dresden 1910
- Gedenkboek aangeboden aan Jakob Maarten van Bemmelen (1830–1910). 1910 (Herausgegeben von C. de Boer jr. Te Helder und Paulinus Jorissen)